# Uno per tutte/Le ciliege
Uno per tutte/Le ciliege è un singolo del cantante italiano Tony Renis, pubblicato nel 1963.

## Descrizione
Uno per tutte, presente sul lato A del singolo, è il brano presentato al Festival di Sanremo 1963 nell'interpretazione dell'artista in doppia esecuzione con Emilio Pericoli. Le ciliegie è il brano presente sul lato B del singolo. Entrambi i brani sono scritti dal duo Mogol-Testa e composti da Tony Renis.

## Tracce
LATO A
1. Uno per tutte (testo: Mogol, Alberto Testa – musica: Tony Renis)

LATO B
1. Le ciliegie (testo: Mogol, Alberto Testa – musica: Tony Renis, Ennio Favilla)